# 1788 w literaturze
Wydarzenia literackie w 1788 roku.

## nowe książki
- Louis de Rouvroy, książę de Saint-Simon - Pamiętniki (pośmiertnie)
- Adolph Franz Friedrich Ludwig Knigge - Über den Umgang mit Menschen.

## Urodzili się
- 17 kwietnia – Edwin Atherstone (zm. 1872)
- 13 października – Izaak Ber Lewinson, żydowski pisarz, przedstawiciel haskali (zm. 1860)